# あのこと
『あのこと』（L'Événement）は、2021年のフランスのドラマ・スリラー映画。監督はオードレイ・ディヴァン、出演はアナマリア・ヴァルトロメイとルアナ・バイラミなど。アニー・エルノーの自伝的小説『事件』を原作とし、中絶が違法だった1960年代のフランスを舞台に、予期せぬ妊娠をした女子大生が自身で事態を解決しようとする姿を描いている。
ワールド・プレミアは2021年9月6日に第78回ヴェネツィア国際映画祭のコンペティション部門で実施され、最高賞である金獅子賞を獲得した。

## ストーリー
1960年代のフランス。学生寮に暮らす大学生のアンヌは、教師から一目置かれるほど成績優秀で、将来は教師になることを夢見ている。労働者階級の両親のもとに生まれたアンヌにとって、学位を取って安定した職に就くことが明るい未来を切り開く唯一の道だ。
そんなアンヌが妊娠してしまう。助けて欲しいと医師に懇願するが、中絶は法律に触れるため拒絶される。アンヌは寮の親友にも打ち明けられず、別の病院に行くが同じ結果で断られ、女友達の多い同級生に自分と同じ経験者はいないかと聞くが良策は得られない。
焦燥感は募り時間だけが過ぎて、アンヌは不安と恐怖で勉強が手につかず成績は落ちていき、教師から進級は難しいと心配される。アンヌは相手の青年に電話をかけ事態を告げるが、頼りにはならないことを悟るだけだった。
そして自分なりに調べた方法で処置を試みる。かぎ針を炙って消毒し、鏡を使って子宮の奥深くまで挿入する方法だが、その処置も効果はなかった。
ある日、同級生から中絶経験のある女性を紹介され、その女性から闇医者の情報を聞く。費用は高額だが、アンヌはお金になりそうな物を全て売って費用を工面する。そして指示されるまま闇医者を訪ね、アンヌは激痛に耐えて処置は終わる。24時間のうちに胎児が降りてくると言われたが何も起きない。再び闇医者を訪ねたアンヌは、これ以上の処置は命の危険と言われるが、自己責任で処置して欲しいと懇願し、再び処置を受ける。そして寮に戻ったアンヌは激痛に襲われ、やがてポチャンと音を立てて胎児が産み落とされる。
うめき声を聞いて様子を見に来た寮生にへその緒を切ってもらうが、出血が止まらず救急車で運ばれる。病院で処置した医師は、カルテに「中絶」とは書かず、「流産」と書いて、アンヌは罪に問われなかった。
後日、無事に試験に臨むアンヌの姿があった。

## キャスト
- アンヌ: アナマリア・ヴァルトロメイ - 文学を専攻している女子大生。
- ジャン:  ケイシー・モッテ・クライン（英語版） - アンヌの相談に乗る男子学生。
- ガブリエル: サンドリーヌ・ボネール - アンヌの母。
- ブリジッテ: ルイーズ・オリー＝ディケーロ - アンヌの友人。
- オリヴィア: ルイーズ・シュヴィヨット（フランス語版） - アンヌの友人。
- ボネ教授: ピオ・マルマイ - アンヌの指導教員。
- リヴィエール夫人: アンナ・ムグラリス - 闇医者。
- ラヴィンスキー医師: ファブリツィオ・ロンジョーネ（英語版） - かかりつけ医。
- エレーヌ: ルアナ・バイラミ（英語版） - アンヌの友人。
- クレア: レオノール・オベルソン - アンヌの友人。
- マキシム: ジュリアン・フリゾン（フランス語版） - アンヌの恋人。
- レティシア: アリス・ドゥ・ランクザン - 学生。

## 製作
2019年4月23日、監督デビュー映画『Losing It』に関するインタビューで脚本家のオードレイ・ディヴァンはアニー・エルノーの2000年の自伝的小説『事件』の映画化に取り組んでいることを明かし、この本は自分にとって「とても重要」だと述べた。2020年5月29日、フランス文化省の機関であるフランス国立映画映像センターがこの映画を支援することを発表し、プロジェクトはプリプロダクションに移行した。
主要撮影は2020年7月27日に開始され、夏の間行われた。2021年1月にポストプロダクションに突入した。

## 公開
ワールド・プレミアは2021年9月6日に第78回ヴェネツィア国際映画祭のコンペティション部門で行われた。それに先立って2021年7月にワイルド・バンチがフランスでの配給権を獲得した。また2022年サンダンス映画祭のスポットライト部門で上映された。

## 評価

### 批評家の反応
レビュー集積サイトのRotten Tomatoesは161件の批評で支持率は99%、平均点は8.5/10となり、「タフだが見応えのある『あのこと』はどうしようもなく難しい選択とその心痛める余波に個人的な一面を見せる」とまとめられた。Metacriticでは36件の批評に基づいて加重平均値を86/100と示した。
『バラエティ』誌のガイ・ロッジはこの映画の演技を賞賛し、特に主演のアナマリア・ヴァルトロメイのそれを「キャリアを高める」と評した。『ガーディアン』の映画祭評論家のザン・ブルックスはこの映画を「シリアスで、魅了し、そして高潔だ」と述べ、ロラン・タニーの撮影を「作品のタイトなフレーミングは彼女の首にかかった縄のようだ」と評した。

### 受賞とノミネート
| 映画祭・賞                           | 授賞式         | 部門                                               | 対象                                       | 結果       | 参照          |
| ------------------------------------ | -------------- | -------------------------------------------------- | ------------------------------------------ | ---------- | ------------- |
| ヴェネツィア国際映画祭               | 2021年9月11日  | 金獅子賞                                           | オードレイ・ディヴァン                     | 受賞       | [ 16 ]        |
| ヴェネツィア国際映画祭               | 2021年9月11日  | ブリアン賞                                         | 『あのこと』                               | 受賞       | [ 17 ]        |
| ラ・ロッシュ＝シュル＝ヨン国際映画祭 | 2021年10月20日 | 観客賞                                             | 『あのこと』                               | 受賞       | [ 18 ]        |
| ヨーロッパ映画賞                     | 2021年12月11日 | ヨーロピアン・ユニバーシティ映画賞                 | 『あのこと』                               | ノミネート | [ 19 ]        |
| リュミエール賞                       | 2022年1月18日  | 作品賞                                             | 『あのこと』                               | 受賞       | [ 20 ] [ 21 ] |
| リュミエール賞                       | 2022年1月18日  | 監督賞                                             | オードレイ・ディヴァン                     | ノミネート | [ 20 ] [ 21 ] |
| リュミエール賞                       | 2022年1月18日  | 女優賞                                             | アナマリア・ヴァルトロメイ                 | 受賞       | [ 20 ] [ 21 ] |
| リュミエール賞                       | 2022年1月18日  | 撮影賞                                             | ロラン・タニー                             | ノミネート | [ 20 ] [ 21 ] |
| セザール賞                           | 2022年2月25日  | 作品賞                                             | 『あのこと』                               | ノミネート | [ 22 ]        |
| セザール賞                           | 2022年2月25日  | 監督賞                                             | オードレイ・ディヴァン                     | ノミネート | [ 22 ]        |
| セザール賞                           | 2022年2月25日  | 有望女優賞                                         | アナマリア・ヴァルトロメイ                 | 受賞       | [ 22 ]        |
| セザール賞                           | 2022年2月25日  | 脚色賞                                             | オードレイ・ディヴァン、マルシア・ロマーノ | ノミネート | [ 22 ]        |
| 英国アカデミー賞                     | 2022年3月13日  | 監督賞                                             | オードレイ・ディヴァン                     | ノミネート | [ 23 ]        |
| ゴッサム・インディペンデント映画賞   | 2022年11月28日 | 国際映画賞                                         | 『あのこと』                               | 受賞       |               |
| シカゴ映画批評家協会賞               | 2022年12月14日 | 外国語映画賞                                       | 『あのこと』                               | ノミネート | [ 24 ]        |
| シカゴ映画批評家協会賞               | 2022年12月14日 | ミロシュ・ステフリック・ブレイクスルー映画製作者賞 | オードレイ・ディヴァン                     | ノミネート | [ 24 ]        |
| セントルイス映画批評家協会賞         | 2022年12月18日 | 国際映画賞                                         | 『あのこと』                               | ノミネート | [ 25 ]        |